# 썬코어
(주)썬코어는 자동차 부품 제조&판매와 전기자동차 및 ESS 이차 전지 생산&판매 등의 사업을 영위하고 있으며 중국 전기 자동차 전문 생산업체인 BYD의 파트너로써 K9버스 도입을 통하여 국내 대중교통수단인 시내ㆍ외 버스를 전기버스로 교체하는 전기차 신사업을 추진하고 있다.
또한 사우디 제다에 건립중인 세계 최고층인 200층 높이의 킹덤타워와 그 주변에 두바이 3배 규모의 킹덤시티를 건립하는 초대형 신도시 건설 프로젝트를 추진중에 있다.
2016년 현재 대표이사 겸 회장은 최규선이다.

## 연혁
- 1978년 11월 22일: (주)한도양행 설립
- 1986년 12월: 한도정밀공업(주)로 상호 변경
- 1996년 7월: (주)루보로 상호 변경
- 2015년: (주)썬코어로 상호 변경